# NGC 2347
NGC 2347 је спирална галаксија у сазвежђу Жирафа која се налази на NGC листи објеката дубоког неба.
Деклинација објекта је + 64° 42' 41" а ректасцензија 7h 16m 4,0s. Привидна величина (магнитуда) објекта NGC 2347 износи 12,4 а фотографска магнитуда 13,2. NGC 2347 је још познат и под ознакама UGC 3759, MCG 11-9-39, CGCG 309-26, IRAS 07112+6447, KCPG 128B, near SAO 14129, PGC 20539.